# گولیتسه (نووی پازار)
گولیتسه (به صربی: Golice) یک روستا در صربستان است که در نووی پازار واقع شده‌است.